# Oskar Schindler
Oskar Schindler (Zwittau/Svitavy, Oostenrijk-Hongarije (tegenwoordig Tsjechië), 28 april 1908 – Hildesheim, 9 oktober 1974) was een Sudeten-Duitse industrieel die bekend werd door zijn hulp aan Joden tijdens de Holocaust.

## Jonge jaren
Oskar Schindler was de zoon van Hans Schindler en Franziska Luser, een rooms-katholiek Duits echtpaar in de Duitse streek Schönhengstgau in Moravië binnen het Oostenrijk-Hongaarse keizerrijk. Na zijn studie ging hij werken als verkoopmanager voor de Moravische Elektrotechnische Fabrieken. In 1935 sloot hij zich in Tsjecho-Slowakije aan bij de Duitsgezinde Sudetendeutsche Partei van Konrad Henlein. In 1938 begon hij te werken als agent voor de Duitse Abwehr. Hij verzamelde militaire informatie die het Duitse leger kon helpen bij een eventuele invasie van Tsjechië. Vanwege deze spionage-activiteiten werd hij gearresteerd door de Tsjechische politie en zat hij voor een korte tijd gevangen. Ook voorafgaand aan de Duitse invasie van Polen speelde Schindler een rol. Hij was onder meer betrokken bij de smokkel van wapens voor geheime Duitse operaties nabij Bohumín.

## In Krakau

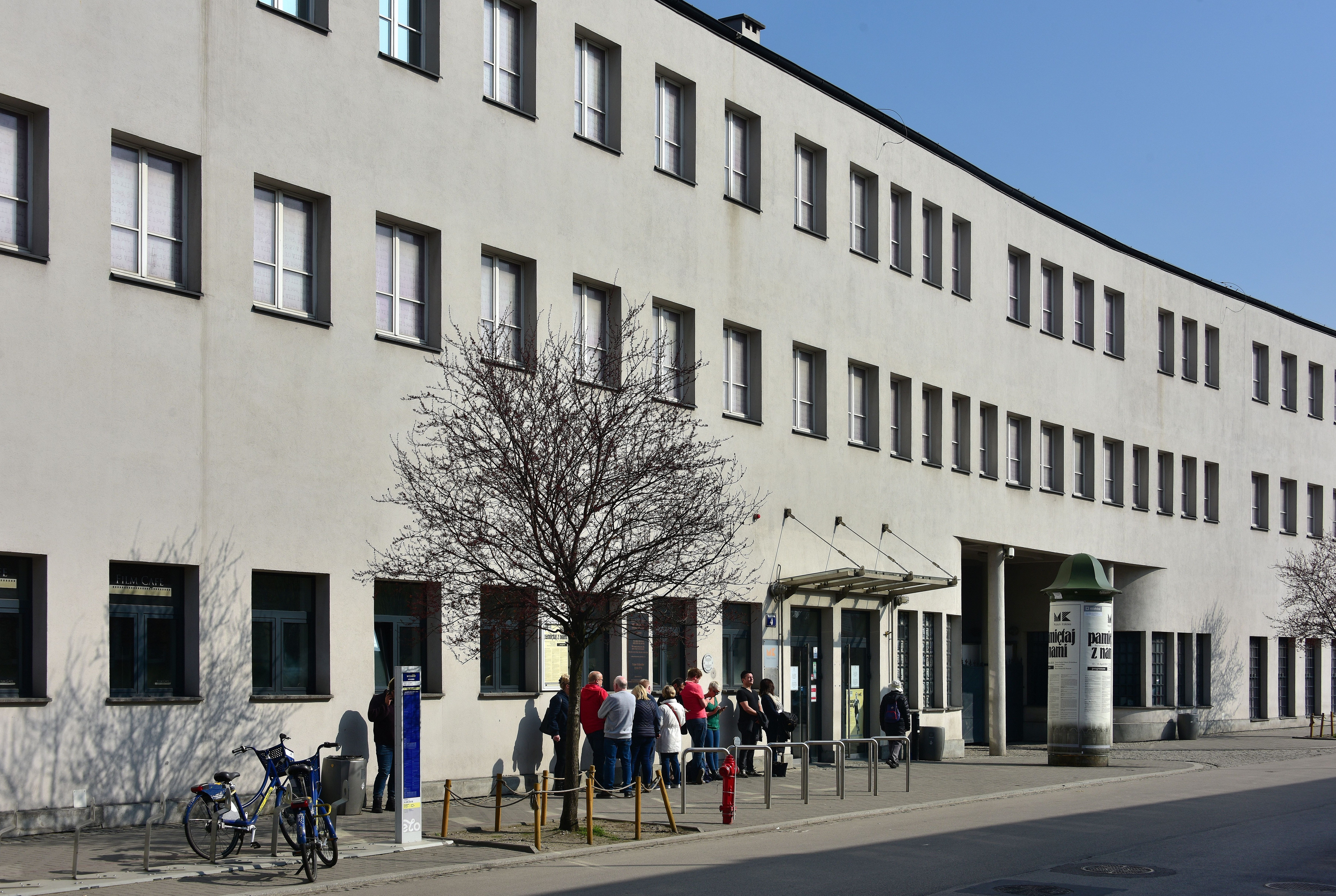
Schindlers fabriek in Krakau

In 1939 werd hij lid van de nazipartij. In datzelfde jaar, na de verovering van Polen, liet hij zijn vrouw Emilie in Zwittau achter en verhuisde naar Krakau in het Generaal-Gouvernement voor de bezette Poolse gebieden. Hij kocht er voor een gunstige prijs een onteigende Joodse emailfabriek en noemde deze Deutsche Emailwarenfabrik, kortweg DEF, of Emalia voor de Joden, en bemande deze met goedkope Joodse arbeidskrachten. In maart 1941 werd Schindler gearresteerd op verdenking van zwartemarkthandel, maar werd door zijn grote invloed op SS-officieren weer vrijgelaten. Op 3 juni 1942 daagden vele werknemers van zijn emailleerfabriek niet op. Ze zouden getransporteerd worden naar werkkampen. Dit betekende het begin van de Jodenevacuatie. Meer dan 7.000 mensen verlieten aldus het getto onder het bevel van SS-Hauptsturmführer Amon Göth. In overleg met Amon Göth kon Schindler bereiken dat de resterende inwoners van Krakau in het bedrijf van Schindler konden blijven werken. Schindlers DEF-kamp beschermde de Joden en vermeed dat ze geslagen en vermoord werden. Na enige tijd kreeg hij de opdracht om zijn emailleerfabriek te sluiten. Hij wilde zijn fabriek verhuizen naar het door Duitsland ingelijfde Brünnlitz in de Rijksgouw Sudetenland (Brněnec in Tsjechië) en zijn werknemers meenemen.
Op 15 augustus 1944 begon het wraakzuchtige vermoorden in het Plaszow-kamp, nadat het Sovjet-Leger de Poolse stad Lublin had ingenomen en tijdelijk zeer snel oprukte naar het westen. Schindler zorgde er snel voor dat alles in gereedheid was voor de mensen die hij van het bloedbad wilde redden. Achthonderd man werden per wagon vervoerd naar Moravië, driehonderd vrouwen kwamen een week later aan. Door een fout werd het vervoer van de vrouwen veranderd, ze gingen naar het concentratiekamp Auschwitz. Op dat moment werd Oskar Schindler opgepakt en ondervraagd. Na een week van ondervraging bewees hij zijn onschuld. Hij werd vrijgelaten en ging zijn vrouwelijke werkers in Auschwitz helpen. Schindler beloonde de SS met diamanten in ruil voor de vrijlating van de vrouwen. Volgens historicus en Schindler-biograaf David Crowe was deze episode minder dramatisch: de vrouwen zouden slechts een tussenstop in Auschwitz gemaakt hebben, terwijl de mannen tijdelijk in quarantaine in concentratiekamp Groß-Rosen verbleven.  De zieken onder de vrouwen en mannen werden goed verzorgd door Emilie.

## Arbeitslager Brünnlitz

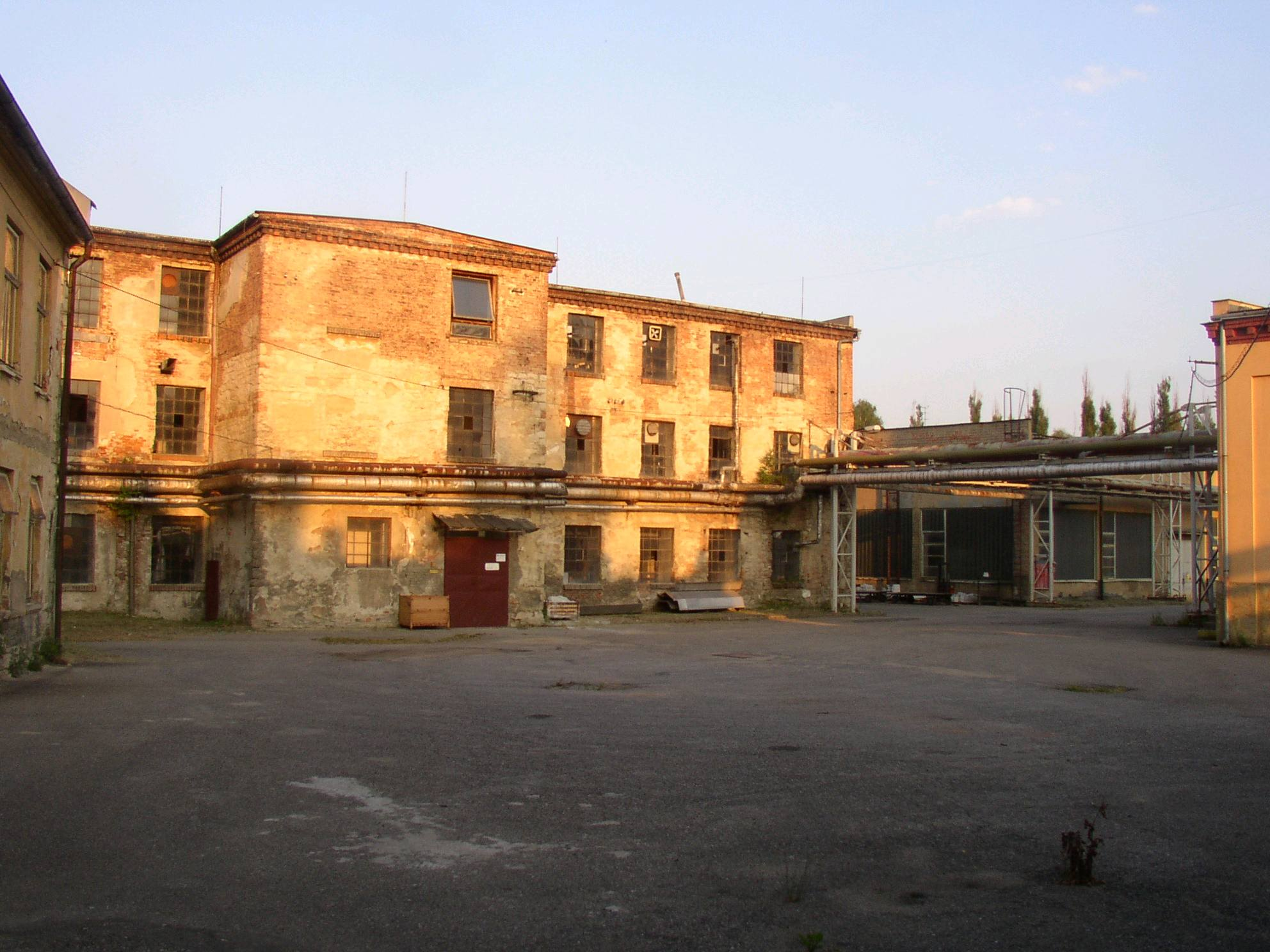
Schindlers fabriek in Brněnec

De munitiefabriek van Oskar Schindler in Moravië was een buitenkamp van concentratiekamp Groß-Rosen. De officiële naam was Arbeitslager Brünnlitz. Behalve de 1.200 Joodse werknemers arriveerden in Arbeitslager Brünnlitz nog eens enkele transporten met in totaal tientallen Joodse gevangenen. Veel van deze gevangenen waren er slecht aan toe en werden opgevangen in de ziekenboeg, die door Emilie Schindler bestierd werd. De fabriek van Schindler zou nauwelijks iets produceren en werd op 9 mei 1945 door het Rode Leger bevrijd. Oskar en Emilie waren eerder die dag, verkleed als kampgevangenen, gevlucht naar de Amerikaanse bezettingszone uit angst voor Tsjechische partizanen die uit wraak bloedbaden aanrichtten onder de etnisch Duitse bevolking van het huidige Tsjechië.

## Na de Tweede Wereldoorlog

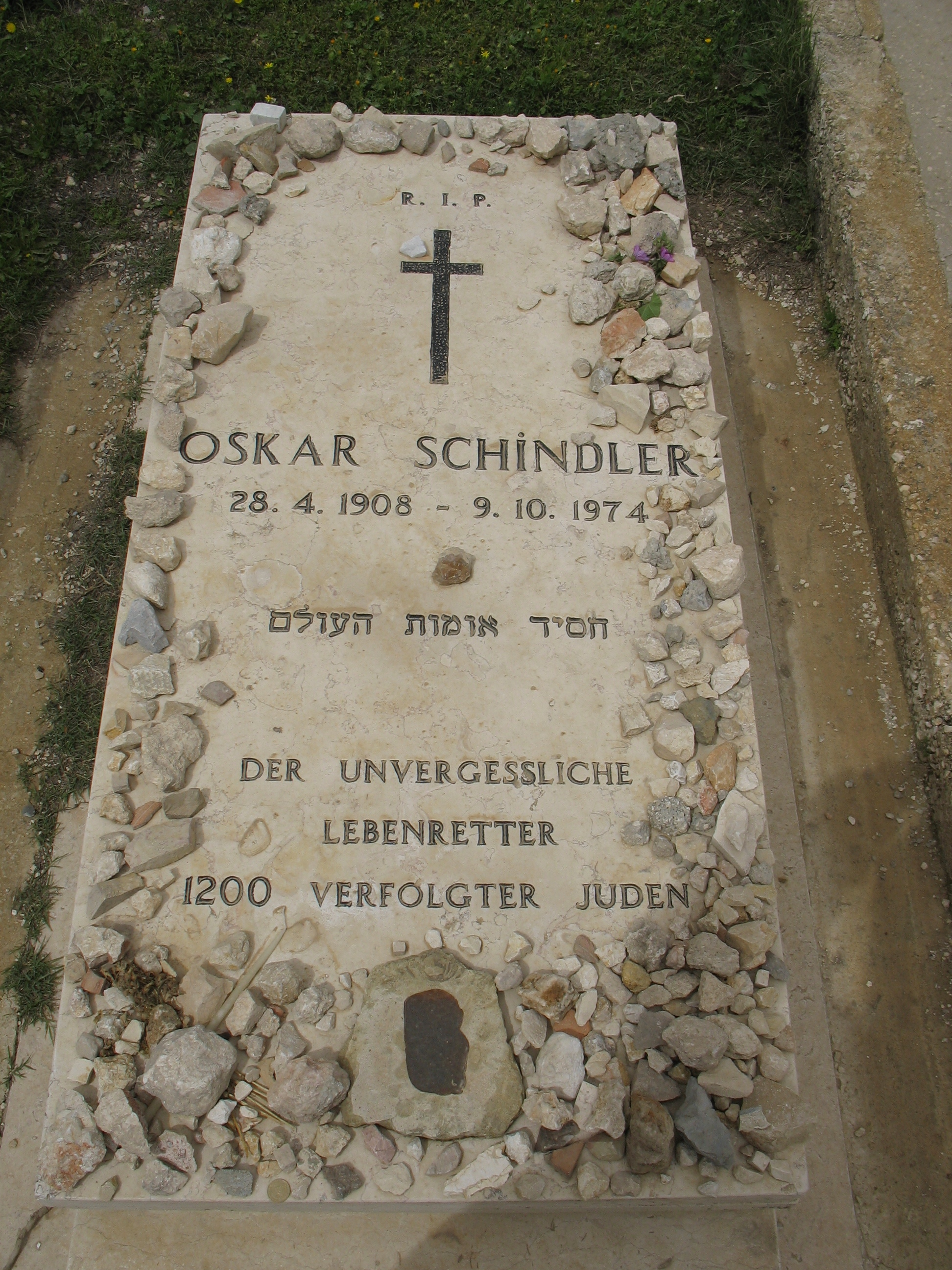
Graf van Oskar Schindler

Aan het einde van de oorlog emigreerde Oskar Schindler naar Argentinië, hij ging daar echter failliet en bleef er zakelijk geïsoleerd. Hij keerde in 1958 naar West-Duitsland terug, maar kon zijn oude welstand niet terugkrijgen. In 1945 was reeds het gehele familiebezit Schindler in de Schönhengstgau nabij Zwittau door het Tsjechoslowaakse communistische regime onteigend en zijn familieleden waren naar het westen gedeporteerd of geïnterneerd.
Oskar Schindler stierf in 1974 op 66-jarige leeftijd in Hildesheim in relatieve armoede aan een hartaanval. Hij werd op het katholieke franciscaner kerkhof op de berg Zion te Jeruzalem begraven. De door hem geredde Joden financierden zijn grafsteen.
Mimi Reinhardt, zijn secretaresse tijdens de Tweede Wereldoorlog, die de naamlijsten voor hem opstelde, overleed in 2022 op 107-jarige leeftijd in Herzliya, een kustplaats ten noorden van Tel Aviv.
De Australische auteur Thomas Keneally beschreef Oskar Schindler in zijn roman Schindler's Ark (1982), waarop de film Schindler's List van regisseur Steven Spielberg uit 1993 is gebaseerd. De Noord-Ierse acteur Liam Neeson speelde de rol van Schindler. Door de aandacht rond deze film is de Fabryka Schindlera in 2005 eigendom van de stad Krakau geworden en gerenoveerd tot een museum.

## Rechtvaardige
In 1962 werd in de Tuin van de moedigen van het Holocaustherinneringscentrum Yad Vashem in Jeruzalem een boom geplant ter herinnering aan het feit dat Oskar Schindler tijdens de Tweede Wereldoorlog 1.200 Joden het leven redde. Een officiële erkenning tot Rechtvaardige onder de Volkeren bleef uit, vanwege de beschuldiging dat Schindler aan het begin van de oorlog in Polen op oneerlijke wijze onteigend Joods bezit overgenomen had. Op 24 juni 1993 volgde officiële erkenning alsnog. Ook zijn vrouw, Emilie, werd toen erkend als Rechtvaardige. Haar naam werd toegevoegd op de plaquette bij de boom van Oskar op het museumterrein.